# Otok oktobrske revolucije
Otok oktobrske revolucije (rusko Остров Октябрьской Революции) je največji od štirih velikih in množice majhnih otokov, ki tvorijo otočje Severna dežela v Arktičnem oceanu, katerega oblivata Karsko morje na zahodu in Morje Laptevov na vzhodu. S površino 14.200 km² je 59. največji otok na svetu.
Otok nepravilne oblike z razbrazdanimi obalami meri približno 170 km v širino in 130 km v dolžino. Kljub velikosti je zaradi odročne lege nenaseljen. Površje tvorijo planotasta višavja, približno polovica je prekrita z ledom v obliki petih ledeniških kap (Karpinski, Vavilov, Univerzitetski, Rusanova in Albanova, skupno 8000 km²). Na kapi Karpinski doseže 963 m nadmorske višine, kar je najvišji vrh vsega otočja. Z njih tečejo proti morju številni ledeniki, ki se na morju lomijo v ledene gore, v Matusevičevem fjordu pa je tudi stalna ledena polica. Preostalo površje je golo, s skromno arktično tundro. Geološko tvorijo Otok oktobrske revolucije v glavnem paleozojske kamnine, datirane v obdobja od kambrija do devona.
V drugi polovici 20. stoletja so sovjetski raziskovalci izvajali rednejše meteorološke in glaciološke meritve na otoku. Te so pokazale, da povprečna temperatura niti v najtoplejšem delu leta sredi julija ne preseže ledišča. V zadnjih letih so satelitski posnetki razkrili močno pospešeno odtekanje ledu iz ledeniške kape Vavilova, ki naj bi jo nenadoma sprožilo napredovanje ledenika na območje gladkejših morskih sedimentov po več stoletjih počasnega segrevanja, zaradi katerega dno kape ni bilo več primrznjeno na podlago in je počasi pričelo odtekati. Zdaj ledenik drsi s hitrostjo 5–10 m na dan.

## Zgodovina
Otok je leta 1913 odkril ruski raziskovalec Boris Vilkicki in celotno ozemlje poimenoval Dežela Nikolaja II. po takratnem ruskem carju Nikolaju II. Sprva je veljalo, da je celotno otočje en velik otok. Po strmoglavljenju monarhije v oktobrski revoluciji so ga preimenovali v Severno deželo. Šele odprava Nikolaja Urvanceva in Georgija Ušakova v letih 1931–1933 je odkrila, da gre za otočje, s čimer je Severna dežela zadnje odkrito veliko otočje na svetu.
Na severu ledeniške kape Vavilova je med leti 1974 in 1988 delovala meteorološka postaja v sklopu glaciološke raziskovalne postaje.
V začetku 20. stoletja je Duma takratnega Tajmirskega avtonomnega okrožja podala predlog o preimenovanju otoka v Otok svete Aleksandre v okviru predloga o preimenovanju celotnega otočja po članih dinastije Romanov, a je bil predlog zavrnjen. Leta 2007 je bil Tajmir pridružen Krasnojarskemu okraju, pod katerega zdaj spada celotno otočje.